# Camille Cerf

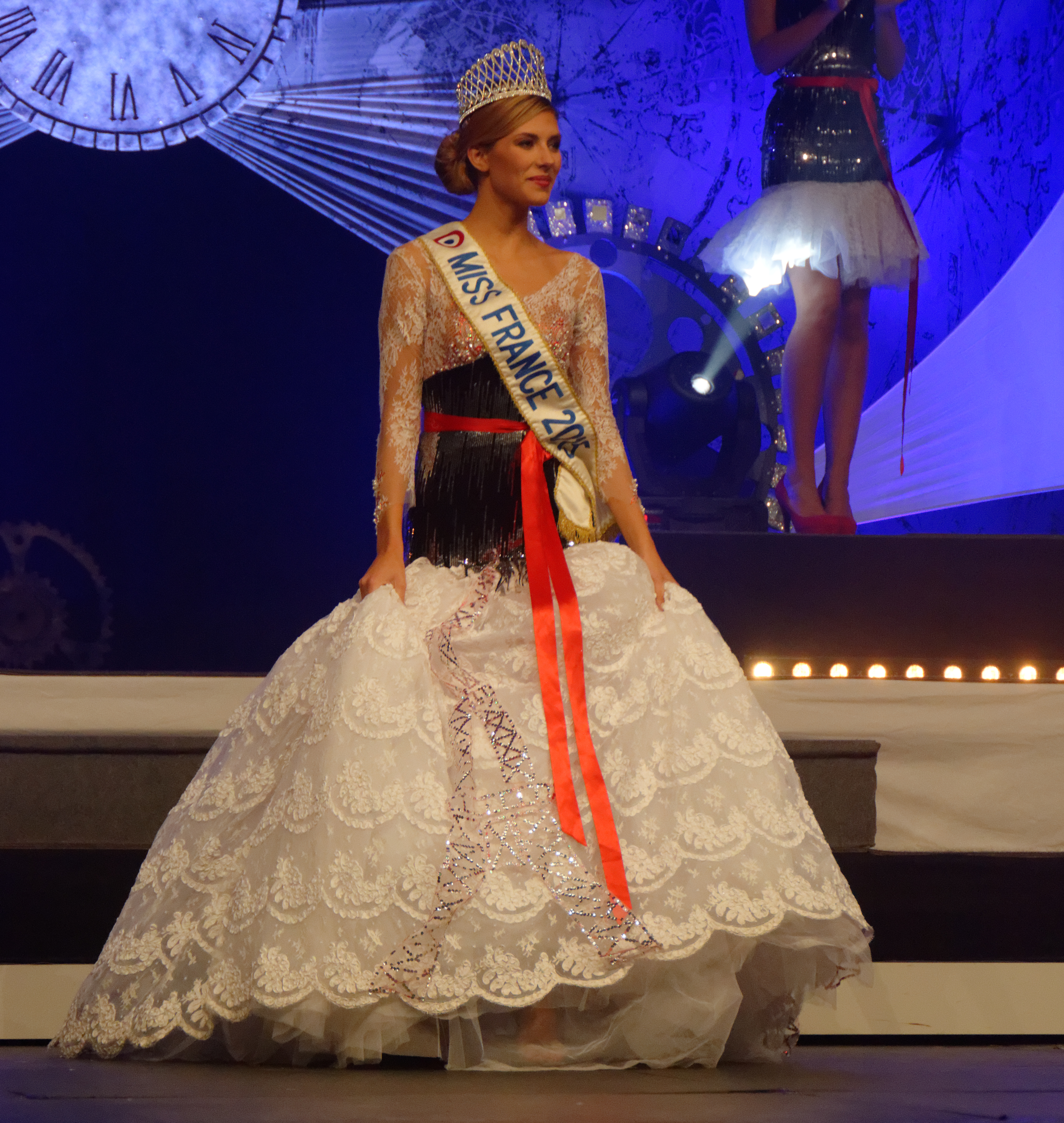
Camille Cerf bei der Wahl zur Miss Franche-Comté 2015.

Camille Cerf (geboren am 9. Dezember 1994 in Calais) ist ein französisches Model. Sie hat die Wahlen zur Miss Nord-Pas-de-Calais 2014 und anschließend zur Miss France 2015 gewonnen.

## Leben
Camille Cerf ist in Calais, Nord-Pas-de-Calais geboren und besitzt eine zweieiige Zwillingsschwester Mathilde.
Sie ist einige Kilometer entfernt von Calais in Coulogne aufgewachsen. Sie besuchte die Schulen Jeanne-d’Arc, Sainte-Anne de Coulogne und anschließend das College Jean-Monnet in derselben Stadt, bevor sie das Lycée Pierre-de-Coubertin in Calais besuchte.

## Miss France 2015
Cerf ist am 6. Dezember 2014 im Zénith d’Orléansmit 29,3 % der Stimmen aus dem Publikum zur Miss France 2015 gewählt worden. Sie folgt auf Flora Coquerel, Miss France 2014. Sie ist die erste Miss Nord-Pas-de-Calais, die es zur Miss France gebracht hat.
Weitere Konkurrentinnen:
- Miss Tahiti, Hinarere Taputu
- Miss Côte d’Azur, Charlotte Pirroni
- Miss Aquitaine, Malaurie Eugénie
- Miss Alsace, Alyssa Wurtz
- Miss Picardie, Adeline Legris-Croisel
- Miss Nouvelle-Calédonie, Mondy Laigle